# كامبل كريستي
كامبل كريستي (بالإنجليزية: Campbell Christie)‏ هو نقابي بريطاني، ولد في 23 أغسطس 1937 في Galloway ‏ في المملكة المتحدة، وتوفي في 28 أكتوبر 2011.